# Petrotrin
Petrotrin (Petroleum Company of Trinidad and Tobago) est la principale compagnie pétrolière nationale de Trinité-et-Tobago, constituée en 1993 par la fusion de Trintopec, Trintoc  et plus tardivement de Trinmar.
Petrotrin exploite des champs pétroliers dans le sud de l'onshore de Trinidad et est propriétaire d'une raffinerie à Pointe-à-Pierre dans la même zone.